# Schermen op de Olympische Zomerspelen 1896
Schermen is een van de sporten die beoefend werden tijdens de Olympische Zomerspelen 1896 in Athene.

## Medailles

### Mannen
| Onderdeel                 | Goud | Goud                    | Zilver | Zilver               | Brons           | Brons                            |
| ------------------------- | ---- | ----------------------- | ------ | -------------------- | --------------- | -------------------------------- |
| Floret                    | FRA  | Eugène-Henri Gravelotte | FRA    | Henri Callot         | GRE             | Perikles Pierrakos-Mavromichalis |
| Floret voor schermleraren | GRE  | Leonidas Pyrgos         | FRA    | Jean Perronet        | Niet uitgereikt | Niet uitgereikt                  |
| Sabel                     | GRE  | Ioannis Georgiadis      | GRE    | Tilemakhos Karakalos | DEN             | Holger Nielsen                   |

## Medaillespiegel
| Plaats | Land        | NOC    | Goud | Zilver | Brons | Totaal |
| ------ | ----------- | ------ | ---- | ------ | ----- | ------ |
| 1      | Griekenland | GRE    | 2    | 1      | 1     | 4      |
| 2      | Frankrijk   | FRA    | 1    | 2      | 0     | 3      |
| 3      | Denemarken  | DEN    | 0    | 0      | 1     | 1      |
| Totaal | Totaal      | Totaal | 3    | 3      | 2     | 8      |